# Alexander Isak
Alexander Isak (* 21. září 1999 Solna) je švédský profesionální fotbalista, který hraje na pozici útočníka za anglický klub Newcastle United FC a za švédský národní tým. Předtím působil v klubech AIK Stockholm, Borussia Dortmund, Willem II Tilburg a Real Sociedad.

## Klubová kariéra
- AIK Stockholm (mládež)
- AIK Stockholm 2016–2017
- Borussia Dortmund 2017–2019[1]
  -  Willem II Tilburg 2018–2019 (hostování)
- Real Sociedad 2019–

## Reprezentační kariéra
Isak nastupoval za švédské mládežnické reprezentace U17, U19 a U21.
V lednu 2017 byl povolán do A-mužstva Švédska pro přípravné zápasy v Abú Zabí (Spojené arabské emiráty) proti Pobřeží slonoviny a reprezentaci Slovenska. Debutoval 8. ledna proti Pobřeží slonoviny (prohra 1:2). V následujícím utkání 12. ledna proti Slovensku se jedním vstřeleným gólem podílel na vysoké výhře Švédska v poměru 6:0. Ve věku 17 let a 114 dní se stal nejmladším střelcem v historii švédského národního týmu (překonal věkový rekord Erika Dahlströma z roku 1912).

## Osobní život
Oba jeho rodiče pocházejí z Eritrey. Bývá přirovnáván ke známému švédskému fotbalistovi Zlatanu Ibrahimovićovi.